# René Bianchi
René Bianchi (Conflans-sur-Seine, 20 maggio 1934) è un ex ciclista su strada francese.

## Palmarès
- Giochi olimpici

Melbourne 1956: argento nell'inseguimento a squadre.